# Festival de Cinema e Vídeo de Cuiabá
O Festival de Cinema e Vídeo de Cuiabá, também conhecido como Cinemato, é realizado pela Universidade Federal do Mato Grosso. 
Dentre o nomes que o festival revelou estão Dira Paes, Fernando Meirelles e Hilton Lacerda.

## Histórico
Sua primeira edição ocorreu em 1993 e inicialmente se chamava Mostra de Cinema e Vídeo de Cuiabá.
Ficou em hiato durante seis anos por falta de financiamento, voltando a ser realizado em 2021, inicialmente em uma edição virtual, a 20ª edição, feita com a Lei Aldir Blanc.
Em 2025 anunciou um recorde de inscrições, com 458 filmes enviados em nove dias.

## Prêmio
Prêmio Dira Paes
- O festival concede o prêmio, que leva o nome da atriz, a uma personagem feminina que promove casuas socioambientais.[1]

Troféu Coxiponé
- este prêmio foi inspirada nos bororos[5] e é concedido ao filme ganhador da Mostra Competitiva[1]